# Славац (король)
Славац (хорв. Slavac; ? — після 1075) — король Хорватії у 1074-1075 роках. В деяких джерелах його називають Іван Лукич.

## Життєпис
Походив зі знатного хорватського роду. Обіймав посаду бана. Після смерті короля Петара Крешимира IV у 1074 році спалахнула міжусобиця. Частина знаті, налаштована проти претендував на трон Дмитара Звонимира, обрала королем Славаца. Ці вибори відбулися проти волі папи римського і побажань багатьох далматинськіх міст. У свою чергу ці обставини призвели до того, що проти Славаца були покликані загони норманів з Південної Італії на чолі із Амікомом.
Згідно з повідомленням старої хорватської хроніки, Славац зазнав поразки у битві при Рабі, потрапив у полон. Його було запроторено до в'язниці. Сучасні дослідники вважають, що в цьому повідомленні йде мова про поразку на Рабі короля Петара Крешимир, а Славац згаданий помилково.
Славаца названо королем усього в кількох документах. Міжусобиця завершилася затвердженням на троні Дмитара Звонимира за допомогою папи Григорія VII. 1075 році на церковному соборі хорватських єпископів було підтримано Дмитара Звонимира. Останнього було короновано у Соліні 8 жовтня 1076 року посланцем папи римського.